# DivX
DivX  je tip AVI kodeka (koder/dekoder) zasnovan na MPEG-4 standardu sažimanja video zapisa. DivX je nastao 1999. i koristi ga oko 200 milijuna ljudi. DivX je komercijalni kodek kojeg je razvio DivXNetworks te postoji u dvije inačice: običnoj i Pro. Obična je besplatna i ne nudi naprednije opcije kodiranja, dok se Pro inačica naplaćuje, ali daje bolju kvalitetu.  Najvažnija DivX-ova karakteristika bio je visok stupanj sažimanja uz relativno nizak gubitak kvalitete slike. Po sposobnosti sažimanja ipak je osjetno slabiji od modernih kodeka poput H.264. Na tržištu je moguće nabaviti DVD reproduktore koji su opremljeni za dekodiranje DivX formata, tako da nije potrebno posjedovati računalo da bi se mogao pogledati film u DivX formatu.

## Poveznice
- XviD
- Sažimanje (kompresija) podataka